# Rockstar Toronto
Rockstar Toronto (precedentemente Rockstar Canada) è un'azienda canadese produttrice di videogiochi di proprietà della Rockstar Games. La società ha sede a Oakville (Canada) in Canada. La società venne rinominata Rockstar Toronto dopo che la Rockstar Games acquisì la società canadese Barking Dog Studios e la rinominò Rockstar Vancouver.
La società è nota per lo sviluppo di Max Payne (versione PlayStation 2), The Warriors e Manhunt 2. Tuttavia sono da segnalare anche gli sviluppi di Grand Theft Auto V e Red Dead Redemption II.